# Příběh Antwona Fishera
Příběh Antwona Fishera (v anglickém originále Antwone Fisher) je americký dramatický film z roku 2002. Režisérem filmu je Denzel Washington. Hlavní role ve filmu ztvárnili Derek Luke, Denzel Washington, Joy Bryant, Salli Richardson a Leonard Earl Howze.

## Obsazení
| Derek Luke           | Antwone Fisher       |
| Denzel Washington    | Jerome Davenport     |
| Joy Bryant           | Cheryl Smolley       |
| Salli Richardson     | Berta Davenport      |
| Leonard Earl Howze   | Pork Chop            |
| Malcolm David Kelley | sedmiletý Antwone    |
| Cory Hodges          | čtrnáctiletý Antwone |
| Kente Scott          | Kansas City          |
| Viola Davis          | Eva May              |
| Chiwetel Ejiofor     | Deric Elliz          |